# Sigmathyris scriptipennaria
Sigmathyris scriptipennaria là một loài bướm đêm trong họ Geometridae.